# Sand-Hafer
Der Sand-Hafer oder Rau-Hafer (Avena strigosa) ist eine Pflanzenart aus der Gattung Hafer (Avena) innerhalb der Familie der Süßgräser (Poaceae). Diese alte, kaum mehr angebaute Kulturpflanze wurde als Getreide in Gebieten angebaut, wo der Saat-Hafer (Avena sativa) nicht gedeiht.

## Beschreibung

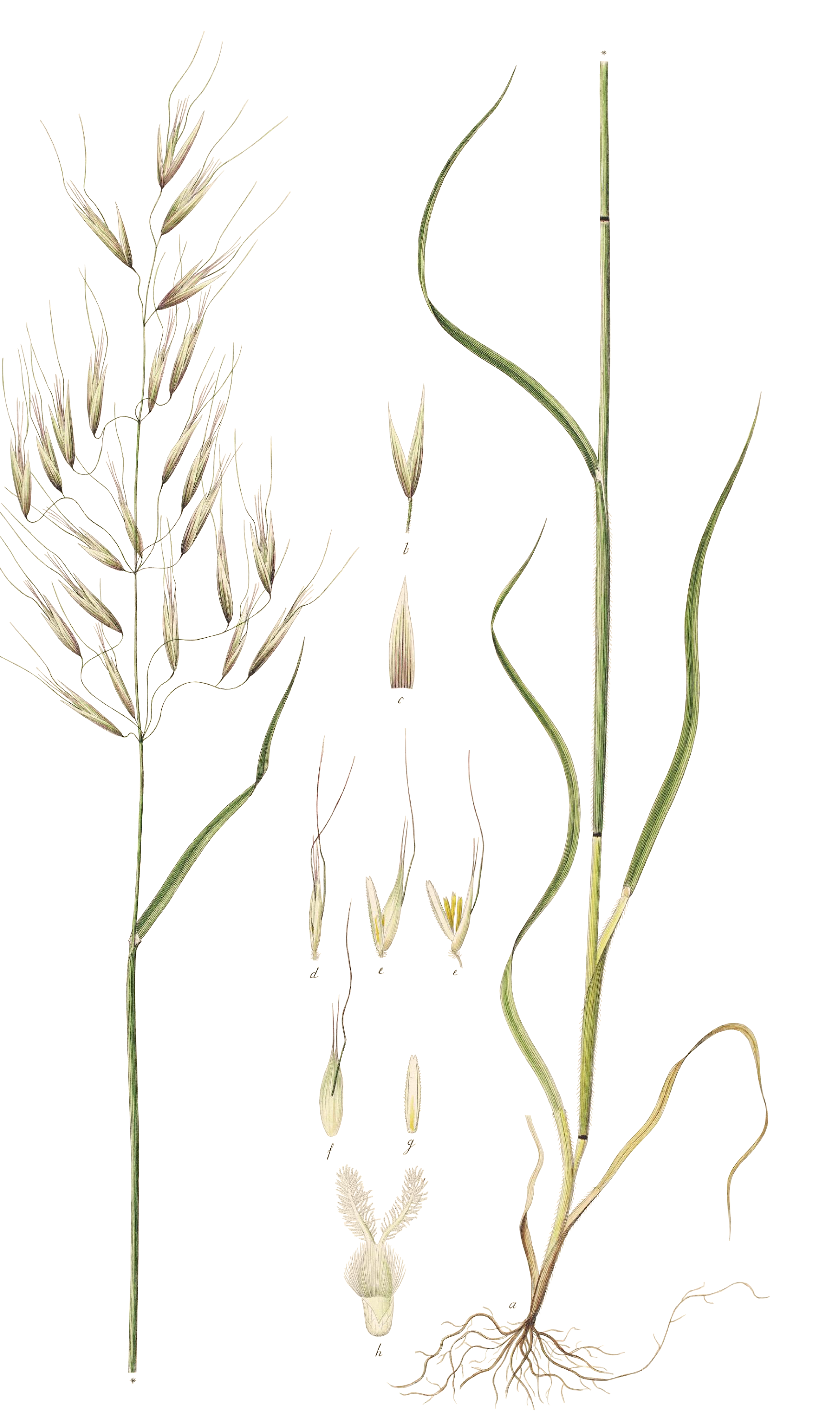
Illustration aus Flora Danica

### Vegetative Merkmale
Der Sand-Hafer ist eine einjährige krautige Pflanze und erreicht Wuchshöhen 40 bis 120, selten bis 150 Zentimetern. Die oberirdischen Pflanzenteile sind blaugrün und manchmal stark bereift. Die Halme sind kahl und mit drei bis fünf Knoten gegliedert.
Die wechselständig an den Halmen angeordneten Laubblätter sind in Blattscheide und -spreite gegliedert. Die Blattscheiden sind kahl, die unteren sind zerstreut behaart. Das Blatthäutchen ist ein häutiger Saum von 2 bis 5 Millimeter Länge. Die Blattspreite ist 8 bis 25, selten bis 40 Zentimeter lang, 5 bis 10 Millimeter breit, rau und flach ausgebreitet.

### Generative Merkmale
Die Blütezeit reicht von Juni bis August. Der rispige Blütenstand ist 8 bis 30 Zentimeter lang sowie bis zu 10 Zentimeter breit, aufrecht, locker und meist einseitwendig. Die Ährchen sind zweiblütig, nur selten ein- oder dreiblütig. Ohne Grannen sind sie 16 bis 24 Millimeter lang, zur Reifezeit zerfallen sie nicht. Die Hüllspelzen sind fast gleich groß, haben sieben bis neun Nerven und sind so lang wie das Ährchen. Die untere Hüllspelze ist etwas kürzer als die obere. Die Hüllspelzen sind lanzettlich, spitz, kahl und häutig. Die Deckspelzen sind siebennervig. Bis zur Spitze der Seitenlappen, also ohne Seitengrannen, sind sie 12 bis 17 Millimeter lang, lanzettlich und am oberen Ende tief eingeschnitten. Die beiden Seitenlappen laufen je in eine 3 bis 9 Millimeter lange Granne aus. Sie sind kahl, teilweise in der oberen Hälfte leicht behaart, zur Reife werden sie bräunlich bis schwärzlich, glänzend und dick. Auf dem Rücken unterhalb der Mitte trägt sie eine Granne, die 20 bis 30 Millimeter lang ist, gekniet und im unteren Teil gedreht. Die Vorspelzen sind 10 bis 14 Millimeter lang. Die Staubbeutel sind 2,5 bis 4 Millimeter lang.
Die Karyopsen sind 7 bis 8 Millimeter lang und behaart.
Die Chromosomenzahl beträgt 2n = 14.

## Vorkommen
Avena strigosa ist ursprünglich nur in Südwesteuropa verbreitet, wurde aber auch in Zentral- und Osteuropa angebaut. Als Ursprungsländer gelten Portugal, Spanien, Frankreich und Korsika.
Der Sand-Hafer wächst nach Aufgabe des Anbaus meist als „Unkraut“ in Saat-Hafer-Feldern, kommt aber auch auf Schuttplätzen und auf Wegen vor. Er kommt in Mitteleuropa in Pflanzengesellschaften des Verbands Aperion spicae-venti vor. In vielen Gebieten seines früheren Anbaus ist er wieder verschwunden.
In Deutschland ist der Sand-Hafer in Schleswig-Holstein gefährdet, in Hessen ausgestorben, in den übrigen Bundesländern fehlend oder unbeständig. Sie wird als unbeständige Art, bzw. als Kulturart eingestuft. In Österreich kommt der Sand-Hafer zerstreut bis sehr selten vor und ist für die Bundesländer Burgenland, Wien, Nieder- und Oberösterreich, Steiermark und Salzburg nachgewiesen. Für die Schweiz gibt es keine ausreichenden Daten, hier gilt der Sand-Hafer als reine Kulturpflanze.

## Taxonomie
Die Erstveröffentlichung von Avena strigosa erfolgte 1771 durch Johann Christian von Schreber in Spicilegium Florae Lipsicae, Seite 52.

## Nutzung
Der Sand-Hafer wurde bis etwa Ende des 19. Jahrhunderts besonders im Westen Europas in Gebieten angebaut, die für den Saat-Hafer nicht mehr geeignet sind. Beispiele sind die Berglandschaften von Wales oder die Inseln im Westen und Norden Schottlands. Die Nutzung erfolgte wie beim Saat-Hafer.
Aktuell wird der Sand-Hafer oft als abfrierende Gründüngung im Acker- und Gemüsebau verwendet.

## Trivialnamen
Als weitere deutschsprachige Trivialnamen werden bzw. wurden, zum Teil nur regional, auch die Bezeichnungen Eichelhafer, Flughafer, Purhafer (Mecklenburg), Raubhafer (Unterweser), Spitzhafer und Swarthafer (Unterweser) verwandt.